# Tessa Gelisio
Tessa Gelisio (Alghero, 6 maggio 1977) è una conduttrice televisiva, autrice televisiva, blogger, imprenditrice ed ex modella italiana.

## Biografia
Cresciuta a Rosignano Marittimo, in provincia di Livorno, inizia il suo percorso come attivista in diverse associazioni ambientaliste, e dall'età di 17 anni è modella.
Debutta in televisione su Telemontecarlo nel 2001 con un programma dedicato al mondo marino, Blu & Blu. Nel 2001-2002 approda su LA7, con un nuovo programma di divulgazione scientifica Oasi, incentrato soprattutto su problematiche ecologiche e ambientali.
Nel 2002 collabora per un'edizione a Sereno variabile, e nella stagione 2002-2003 approda su Rai 1 con il programma del sabato pomeriggio che porta alla scoperta delle meraviglie dell'Italia Italia che vai condotto insieme a Paolo Brosio.
Terminata l'esperienza alla TV pubblica, nel 2002 la conduttrice approda a Mediaset dove rimarrà negli anni successivi. Rete 4 affida a Tessa Gelisio la conduzione del nuovo programma Pianeta Mare dedicato al mondo marino, che l'ha portata al successo.
Dal 9 settembre 2002 al 17 aprile 2006 conduce Solaris, il mondo a 360°, programma di divulgazione scientifico-culturale. Nel 2007 dal duomo di Reggio Calabria presente in prima serata su Rete 4 il "Concerto di Natale 2007" in cui hanno partecipato Al Bano, Ivana Spagna e tanti altri. Nell'ottobre 2008 in prima serata su Rete 4 conduce da Petra in Giordania "Tributo a Luciano Pavarotti", una manifestazione di beneficenza in onore del grande tenore italiano Luciano Pavarotti alla quale hanno partecipato Zucchero Fornaciari, Andrea Bocelli, Sting, Laura Pausini, Jovanotti, Plácido Domingo, José Carreras.
Nell'estate 2010 in prima serata su Rete 4 conduce 4 puntate di Life - Lo spettacolo della vita, programma che propone una serie di documentari sulla natura realizzati dalla BBC. Nel giugno 2011 partecipa della manifestazione in onda su Rete 4 "Sfilata d'amore e moda". Sempre in estate nel 2011 conduce sulla stessa rete, 6 puntate di Lo spettacolo della natura, un programma che come quello dell'estate precedente trasmette vari documentari sulla natura sempre realizzati dalla BBC. Tra le altre conduzioni, citiamo "Lo spettacolo della natura", nel 2012 su Rete 4, e Capodanno on ice, nel 2013 su Italia 1.
A partire dal 2011 è alla conduzione della rubrica di cucina Cotto e mangiato all'interno di Studio Aperto.
Dal 2014 è alla conduzione di InForma nuovo magazine di Canale 5 che parla di salute, medicina, benessere psicofisico, qualità della vita. Nel 2019 conduce quattro puntate di Focus su Canale 5.
Nel settembre 2020 viene premiata con il "Premio Navicella" riconoscimento assegnato in Sardegna a personalità che abbiano dato lustro all'isola a livello nazionale ed internazionale.
Nel 2021 è stata nominata portavoce della comunità Slow Food “Carignano a piede franco” delle Isole del Sud Ovest Sardegna, nata per valorizzare e tutelare l’antica tradizione dell’allevamento su sabbia delle viti di Carignano su Piede Franco, tipiche delle isole del Sulcis.
Come imprenditrice vinicola, nel 2015 ha avviato Tenuta La Sabbiosa, sita a Calasetta (SU).
A partire dal 25 ottobre 2021 è tornata su Italia 1 con la trasmissione Cotto e Mangiato - Il Menu.

## L'impegno ambientalista
Inizia l'attività di ecologista da giovane militando in diverse associazioni ambientaliste (WWF, Amici della Terra, Legambiente) e centri per la tutela di specie selvatiche.
Nel 2004 fonda e assume la presidenza dell'associazione di conservazione ambientale forPlanet Onlus.
Come esperta di problematiche ambientali e sostenibilità, nel 2019 è vincitrice del premio “Top Italian green influencer” nella categoria Lifestyle.

A partire dal 2021 è entrata a far parte del comitato dei promotori della Fondazione Symbola, presieduta dal presidente onorario di Legambiente Ermete Realacci.

## Programmi televisivi
- Blu & Blu (Telemontecarlo, 2001)
- Oasi (LA7, 2001-2002)
- Sereno variabile (Rai 2, 2002)
- Italia che vai (Rai 1, 2002-2003)
- Solaris, il mondo a 360º (Rete 4, 2002-2006)
- Pianeta Mare (Rete 4, 2003-2015; Canale 5, 2015-2017)
- Concerto di Natale 2007 (Rete 4, 2007)
- Tributo a Luciano Pavarotti (Rete 4, 2008)
- Life - Lo spettacolo della vita (Rete 4, 2010)
- Sfilata d'amore e moda (Rete 4, 2011)
- Lo spettacolo della natura (Rete 4, 2011-2013)
- Cotto e mangiato (Italia 1, 2011-2023)
- Cibusitalia (Rete 4, 2012)
- Capodanno on Ice (Italia 1, 2013)
- I Menù di Cotto e mangiato (Italia 1,  2013-2023)
- InForma - Dimensione Benessere (Canale 5, 2014-2023)
- Ecomondo 2019 (Canale 5, 2019)

## Libri
- Le ricette di Pianeta Mare ed. RTI – Mondadori - 2008
- Guida alle località di Pianeta Mare ed. Rti – Mondadori – 2008
- Guida del diportista ecologico ed. Mursia – 2008
- Le ricette di Pianeta Mare II volume ED. Rti – Mondadori - 2008
- Guida ai Green Jobs ed. Ambiente - 2009
- La cucina del mare ed Rcs - 2009
- Risparmiare in casa  – Fivestore - 2011
- Risparmiare in cucina – Fivestore - 2011
- Le immersioni più belle d'Italia – Mursia - 2011
- Le ricette di Pianeta Mare – Fivestore – 2011
- Risparmiare in shopping – Fivestore - 2012
- Risparmiare in viaggio – Fivestore - 2012
- Gli appunti di Cotto e mangiato – Fivestore - 2012
- Guida ai green jobs – seconda edizione- ed. Ambiente 2012
- Le ricette di Cotto e mangiato- Fivestore – 2012
- Le nuove ricette di Pianeta Mare - Fivestore - 2013
- Ecocentrica - Giunti Editore - 2013
- Guarda che ricette! - il nuovo ricettario di Cotto e mangiato - Fivestore 2013
- Cotto e mangiato - Le ricette per stare bene - Fivestore 2014
- 100 Green Jobs per trovare lavoro - Edizioni Ambiente 2019